# Dávid Gyula (fizikus)
Dávid Gyula (általánosan használt szignója: dgy, Budapest, 1952. szeptember 14.) fizikus, egyetemi oktató, az Eötvös Loránd Tudományegyetem Természettudományi Kar Fizikai Intézet Atomfizikai Tanszék egyetemi adjunktusa.
Tudományos kutató és egyetemi oktatói tevékenysége mellett kiemelten foglalkozik ismeretterjesztéssel, tudomány-népszerűsítéssel és tehetséggondozással is.

## Élete, munkássága
1976-ban végzett az ELTE fizikus szakán. A relativisztikus hidrodinamika témakörben írt egyetemi doktori disszertációját 1981-ben védte meg.
Az ELTE Fizikai Intézetének különböző tanszékein oktatott (vektorszámítás-, optika-, mechanika-, elektrodinamika-, atomfizika-, kvantummechanika-, relativitáselmélet-előadások és -gyakorlatok, számos speciális előadás).
PhD-értekezésében (2011) a „Zitterbewegung” általános elméletét dolgozta ki.
Az utóbbi években a nanofizikában és a spintronikában felmerült, a kvantumelmélet alapjait érintő kérdésekben végez kutatómunkát.
2015. december óta nyugdíjasként, társadalmi munkában folytatja oktatói és ismeretterjesztő tevékenységét.

## Díjak, elismerések
- 1991 és 1997 – A Kar Kiváló Oktatója cím, Eötvös Loránd Tudományegyetem Természettudományi Kar
- 2004 – Az Eötvös Loránd Tudományegyetem Természettudományi Kar TDK Oklevele
- 2008 – Eötvös Loránd Fizikai Társulat, Marx György Felsőoktatási díj

## Család, magánéleti vonatkozások
Nőtlen, két lánya és három unokája van. Régóta egyik kedvenc időtöltése a kirándulás, természetjárás.

## Néhány fontosabb publikációja a közelmúltból
- Áron Kovács, Gyula Dávid, Dóra Balázs, József Cserti: Frequency-dependent magneto-optical conductivity in the generalized α − T 3 model, Physical Review, 2017
- A. Kárpáti, Andrea Király, Gyula Dávid, József Cserti: From Atoms to Stars: Experiencing Physics with Secondary School Students, Konferencia, Nancy, Franciaország, 2015. június 1.- június 6.
- Máté Vigh, László Oroszlany, S. Vajna, P. San-Jose, Gyula Dávid, József Cserti, Dóra Balázs: Diverging dc conductivity due to a flat band in disordered pseudospin-1 Dirac-Weyl fermions, Physical Review, 2013
- Gyula Dávid, P. Rakyta, László Oroszlany, József Cserti: Effect of the band structure topology on the minimal conductivity for bilayer graphene with symmetry breaking, Physical Review, 2012
- József Cserti, Gábor Széchenyi, Gyula Dávid: Uniform tiling with electrical resistors, Journal of Physics A-Mathematical and Theoretical, 2011
- József Cserti, Gyula Dávid: Relation between Zitterbewegung and the charge conductivity, Berry curvature, and the Chern number of multiband systems, Physical Review, 2010
- Gyula Dávid, József Cserti: General theory of Zitterbewegung, Physical Review, 2010
- József Cserti, András Csordás, Gyula Dávid: Role of the trigonal warping on the minimal conductivity of bilayer graphene, Physical Review, 2007
- József Cserti, Gyula Dávid: Unified description of Zitterbewegung for spintronic, graphene, and superconducting systems, Physical Review, 2006
- István Németi, Gyula Dávid: Relativistic computers and the Turing barrier, Applied Mathematics and Computation, 2006
- József Cserti, Gyula Dávid, A. Piroth: Perturbation of infinite networks of resistors, American Journal of Physics, 2002

Szerencsére Magyarországon mindig is a legkiválóbb kutatók vállalták a tudomány-népszerűsítéssel kapcsolatos kockázatokat. Dávid rendkívül érdekes és szemléletes előadásairól, közérthetőségéről és szenvedélyes előadási stílusáról közismert, amivel hallgatóságát további ismeretek megszerzésére ösztönzi. Ennek köszönhető a lankadatlan érdeklődés az újabb és az archívumokban megtekinthető régebbi előadásai iránt.

## Néhány interneten elérhető ismeretterjesztő, tudomány-népszerűsítő előadása
(Zárójelben a felvétel időtartama)
Előadása a Magyar Tudományos Akadémián a Magyar Tudomány Ünnepén
- A sötét anyag nyomában, 2016. november 3., (1 óra 13 perc) online

(Az előadáshoz készített slide nagy felbontásban letölthető és tanulmányozható szintén mp4 formátumban.)
ETTEst a Budapesti Műszaki és Gazdaságtudományi Egyetemen
- Relativisztikus dinamika és a nyugalmi tömeg változása, 2017. március 16., (2 óra 42 perc), online

(Ez az előadása inkább egyetemi előadás szintű, mint népszerűsítő.)
AtomCsill – az Atomoktól a Csillagokig – az ELTE TTK Atomfizikai Tanszék által szervezett előadássorozat keretében:
- Relativisztikus paradoxonok, 2009. január 9., (2 óra 3 perc), online
- Az Univerzum anyagai, 2010.szeptember 30., (1 óra 15 perc), online online
- A kvarkoktól az atomerőműig – kirándulás a nukleáris völgybe, 2011. szeptember 29., online
- A lehűléstől forrósodó tégla, 2012. január 19., (1 óra 9 perc), online
- A tömeg eredete és a Higgs-mező, 2012. szeptember 13., (1 óra) online online
- Hamuval fűteni — avagy a csillagok termodinamikája, 2. rész, 2013. január 10., (1 óra 17 perc), online online
- Szupernova, avagy a felrobbanó hűtőgép (A csillagok termodinamikája 3.), 2013. szeptember 19., (1 óra 8 perc), online online
- Tavasz az Uránuszon, 2014. január 15., (1 óra 10 perc), online online
- Eötvöstől Einsteinig — a modern gravitációelmélet kísérleti és elméleti alapjai, II. rész — Gravitáció és geometria, 2014. szeptember 18. (1 óra 19 perc), (I. rész: Dr. Cserti József), online online
- A fekete fény, ELTE TTK, Budapest, 2015. szeptember 10., (1 óra 24 perc), online online
- A csillagok fénye, Atomcsill 15. előadás, 2016. január 21., (1 óra 45 perc), online
- A sötét anyag nyomában, 2016. szeptember 08., (1 óra 19 perc), online
- A csillagok fénye 2., 2017. január 12., (1 óra 26 perc), online
- Fény a kanyarban, 2017. szeptember 14., (1 óra 43 perc), online
- Szimmetriák és reaktorok (Wigner emlékelőadás), 2017. november 16., (1 óra 24 perc), online
- Határtalan (?) Világegyetem, 2019. január 17., (1 óra 32 perc), online
- Rövid ismertető a 2019. évi fizikai Nobel-díjasokról, 2019. október 10., (19 perc), online
- Struktúrák térben, időben és téridőben – Atomcsill 200. előadás, 2019. október 10., (1 óra 24 perc), online
- Schrödinger macskája molekulát barkácsol (Alkimia ma és Atomcsill), 2019. december 12., (1 óra 27 perc), online online
- Rövid ismertető a 2020. évi fizikai Nobel-díjasokról, 2020. október 15., (35 perc),online
- A szuperszonikus mentőautó, 2021. január 14., (1 óra 44 perc), online, kapcsolódó cikk a Fizikai Szemle 2019/7-8. számában: A szuperszonikus mentőautó. Archiválva 2020. augusztus 2-i dátummal a Wayback Machine-ben
- A következő 137 kvintillió év, 2021. szeptember 9. (1 óra 33 perc), online
- Tanácsok kezdő időutazóknak, avagy van-e az elektronnak nagymamája?, 2022. szeptember 8. (1 óra 56 perc), online
- Az Élet, a Világegyetem meg Minden 1/2, 2024. szeptember 12. (2 óra 31 perc) online
- Az Élet, a Világegyetem meg Minden 2/2, 2024. november 5. (2 óra 19 perc) online

Az MCSE Polaris Csillagvizsgáló által szervezett előadássorozatai:
Különleges anyagok, különleges helyek az Univerzumban (Csak hangfelvétel)
- „Világűr” helyett plazmafelhő, 2005. január 24., (1 óra 48 perc), online
- Gyémánt és vas, 2005. január 31., (1 óra 51 perc), online
- Csillagrengés a neutronkristályban, 2005. február 7., (2 óra 35 perc), online
- Fekete, fehér és szürke lyukak, 2005. február 14., (2 óra 35 perc), online
- Az ősi tűzgömb, 2005. február 21., (2 óra 36 perc), online
- Az antianyag titka, 2005. február 28., (1 óra 52 perc), online
- A téridő habjai és az ősanyag maradványai, 2005. március 7., (2 óra 21 perc), online
- Falak, szálak, monopólusok, 2005. március 21., (1 óra 49 perc), online
- A sötét anyag természete, 2005. április 4., (1 óra 11 perc), online
- „Sötét energia” vagy kvintesszencia?, 2005. április 11., (1 óra 27 perc), online
- Mi van a brének között?, 2005. április 18., (1 óra 18 perc), online
- A legkülönlegesebb anyag: élet és értelem az univerzumban, 2005. április 25., (3 óra 21 perc), online

Őrült kozmológiák
- Az éter újjászületése, 2005. október 10., (1 óra 42 perc), online
- Feltámadás a hőhalálból, 2005. október 17., (1 óra 40 perc), online
- Kalandok az arany atomban, 2005. október 24., (1 óra 1 perc), online
- Változó állandók, 2005. november 7., (1 óra 12 perc), online
- Most és mindörökké, 2005. november 14., (1 óra 8 perc), online
- Megolvad a vákuum ...avagy antigravitáció és kozmológia, 2005. november 21., (1 óra 35 perc), online
- A huszonhatodik dimenzió és lakói ...avagy hol járnak az elemi részecskék?, 2005. november 28., (1 óra 7 perc), online
- Einstein legnagyobb tévedése ...avagy a kozmológiai állandótól a kvinteszenciáig, 2005. december 5., (1 óra 5 perc), online
- Párhuzamos és merőleges világok—topológiai furcsaságok ...avagy mi van a fekete lyukon túl?, 2005. december 12., (1 óra 33 perc), online
- Lakható világok és lakói, 2005. december 19., (2 óra 2 perc), online
- Túl az őrült kozmológiákon, 2006. január 9., (3 óra 2 perc), online

Az Univerzum története – a Nagy Bummtól az értelemig és tovább...
- Táguló világképünk – a kristályszféráktól a Nagy Bummig, 2006. október 4., (2 óra 6 perc), online
- Világot szervező gravitáció – az általános relativitáselmélet alapgondolatai és kozmológiai alkalmazása, 2006. október 11., (2 óra 24 perc), online
- Égre vetített mikrovilág – a részecskefizika és a kozmológia kapcsolata, 2006. október 18., (2 óra 10 perc), online
- A téridő habjai és az olvadt vákuum – egzotikus anyagok és események a Kezdet kezdetén, 2006. október 25., (2 óra 26 perc), online
- Feltámadás a hőhalálból – a forró Univerzum fizikája, 2006. november 8., (1 óra 53 perc), online
- Kihunyt lángok kihűlt fénye – az atomok születése és a kozmikus háttérsugárzás, 2006. november 15., (2 óra 21 perc), online
- A neutrínók pókhálója – gravitációs instabilitás és struktúraképződés, 2006. november 22., (2 óra 19 perc), online
- Kényes egyensúly – a csillagok szerkezete és működése, 2006. november 29., (1 óra 52 perc), online
- A magfúzió vegykonyhája – a könnyű és a nehéz elemek keletkezése, 2006. december 6., (2 óra 5 perc), online
- Az űr megtermékenyítése – szupernova-robbanások és a galaktikus reprocesszáló rendszer, 2006. december 13., (1 óra 19 perc), online
- Pislákoló csillagroncsok – fehér törpék, neutroncsillagok, fekete lyukak, 2006. december 20., (1 óra 56 perc), online
- Mágneses körhinta – a bolygórendszerek keletkezése, 2007. január 10., (2 óra 36 perc), online
- A bolygók élete – lemeztektonika, hidroszféra, atmoszféra, 2007. január 17., (2 óra 39 perc), online
- Az élet bolygói – a termodinamika és az evolúció nagy kalandja, 2007. január 24., (2 óra 58 perc), online
- Vár a Tau Ceti népe – értelem a Világegyetemben: CETI és SETI, 2007. január 31., (3 óra 6 perc), online
- Az Univerzum jövője – Nagy Reccs vagy végtelen tágulás?, 2007. február 7., (1 óra 44 perc), online
- Einstein legnagyobb tévedése – kozmológiai állandó, kvintesszencia vagy sötét energia?, 2007. február 14., (2 óra 15 perc), online
- Hány dimenziós a világ? – a modern részecskefizikai elméletek és a kozmológia, 2007. február 21., (1 óra 54 perc), online
- A lakható Világegyetem, 2007. február 28., (2 óra 50 perc), online
- Univerzumok sokasága – a párhuzamos Világegyetemek elmélete, 2007. március 7., (2 óra 8 perc), online

Kozmofizika '08
- Égre vetített mikrovilág – részecskefizika és kozmológia, avagy kétfajta Standard Modell, 2008. február 6., (2 óra 29 perc), online
- Fotonfürdőben – a hőhalál nyomai, avagy amiről a mikrohullámú háttérsugárzás árulkodik, 2008. február 13., (2 óra 43 perc), online
- Az antianyag titka – részecskék és antirészecskék, avagy az elveszett szimmetria, 2008. február 20., (2 óra 10 perc), online
- A kvarkok bebörtönzése – avagy az Univerzum első struktúrái, 2008. február 27., (1 óra 46 perc), online
- Nukleáris LEGO – avagy a magfúzió vegykonyhája, 2008. március 5., (1 óra 44 perc), online
- Az atommag kulcsa – avagy az atombombától a neutroncsillagig, 2008. március 12., (1 óra 58 perc), online
- A láthatatlan energiatolvaj – avagy neutrinók és szupernóvák, 2008. március 19., (2 óra 20 perc), online
- A szilárd anyag szilárdítója – avagy univerzális elektronika, 2008. április 2., (2 óra 3 perc), online
- A wimpek pókhálója – a sötét anyag, avagy a galaktikus halótól a galaxisok hálójáig, 2008. április 9., (1 óra 32 perc), online
- Szép időben a tömeg lemegy a térre – avagy a Higgs-részecske nyomában, 2008. április 16., (2 óra 17 perc), online
- Az ötödik elem – a kvintesszencia, avagy Einstein legnagyobb tévedése, 2008. április 23., (1 óra 59 perc), online
- Mire való a többi részecske? és a Túl a Standard Modelleken c. előadások, 2008. április 30., (2 óra 5 perc), online

Kozmofizika 2009 (Megmondták a csillagok avagy Égből kapott fizika)
- Égi és földi fizika – az egységes tudományos világkép kialakulása, 2009. február 11., (1 óra 41 perc), online
- Lángoló éjszaka – az Olbers-paradoxon és a fraktál kozmológia, 2009. február 11., (1 óra 17 perc), online
- Merre van lefelé? – a gravitáció története, 2009. február 18., (2 óra 46 perc), online
- Másodfajú örökmozgó az égen – a csillagok születése, 2009. február 25., (1 óra 8 perc), online
- Oldódik-e a vas a Napban? – a napneutrínók rejtélye, 2009. február 25., (1 óra 27 perc), online
- A szénatom titokzatos születése – magfizikai előrejelzés a csillagokból, 2009. március 4., (54 perc), online
- Változó állandók – milliárd éves mérések, 2009. március 4., (1 óra 29 perc), online
- Fizika a lufi felszínén – a zárt világegyetem furcsaságai, 2009. március 11., (1 óra 40 perc), online
- Az éter újjászületése – sebesség, de mihez képest?, 2009. március 11., (1 óra 24 perc), online
- A szegény fizikus szupergyorsítója – az ősi tűzgömb fizikája, 2009. március 18., (3 óra 12 perc), online
- Az összetört világtükör – szimmetriák és aszimmetriák, avagy éljen a maradék!, 2009. március 25., (2 óra 15 perc), online
- Feltámadás a hőhalálból – a struktúrák eredete, 2009. április 1., (2 óra 18 perc), online
- Eredendő antigravitáció – a kozmológiai állandó története, 2009. április 15., (2 óra 3 perc), online
- Matematikusok a fekete lyukban – a fizikai és a matematikai végtelen, 2009. április 22., (2 óra 7 perc), online
- Most és mindörökké – az állandó állapotú Világegyetem, 2009. április 29., (1 óra 25 perc), online
- Lakható és lakhatatlan Világegyetemek – a Multiverzum meta-fizikája, 2009. május 6., (2 óra 33 perc), online

Kozmofizika 2011 (Relativitáselmélet és kozmológia – az Univerzum geometriája és a geometriák Univerzumai)
- A fizika geometrizálása, (egyáltalán, mi az a geometria?) 2011. március 23., (2 óra 50 perc), online
- Ikrek és paradoxonok, (tér, idő, téridő a speciális relativitáselméletben), 2011. április 6., (2 óra 35 perc), online
- Ikrek és paradoxonok, (a Minkowsi-téridő furcsaságai), 2011. április 13., (1 óra 51 perc), online
- Hullámok és részecskék, (relativisztikus dinamika), 2011. április 20., (2 óra 33 perc), online
- Hízókúra a relativisztikus űrhajóban, (relativisztikus mechanika és elektrodinamika), 2011. április 27., (2 óra 30 perc), online
- Görbült téridő, (az általános relativitáselmélet), 2011. május 4., (1 óra 45 perc), online
- Le a szavannai fizikával!, (mechanika és elektrodinamika görbült térben), 2011. május 11., (2 óra 52 perc), online
- Ahol az Úristen nullával osztott, (a fekete lyukak), 2011. május 18., (2 óra 9 perc), online
- Utazás a fekete lyukon túlra, (univerzumot szervező szingularitások), 2011. május 25., (2 óra 29 perc), online
- Az Univerzum geometriája, (relativitáselmélet és kozmológia), 2011. június 1., (2 óra 33 perc), online
- Innen és túl a Nagy Bummon, (precíziós kozmológia kontra vad elképzelések), 2011. június 8., (3 óra 20 perc), online

A lakható Világegyetem (2019)
- 1. Bevezetés. A világ struktúrái. Susztermatek. 2019. február 18., (1 óra 46 perc), online
- 2. A struktúrák természetes határai. Elemi részecskék, atommagok, atomok. 2019. február 25., (1 óra 46 perc), online
- 3. Atomok. Pauli-elv. Molekulák, kövek. Gravitáció. Hegyek, bolygók. 2019. március 04., (1 óra 36 perc), online
- 4. Gravitáció és hőmérséklet. Gázgömbök. 2019. március 11., (1 óra 36 perc), online
- 5. Csillagok. Fekete lukak. 2019. április 01., (2 óra 30 perc), online
- 6. Az Univerzum struktúrája és története. A világ legnagyobb lukjai. 2019. április 08., (2 óra 31 perc), online
- 7. Teve a tű fokán. Miért nem lehet(ne) élet az Univerzumban? 2019. április 15., (2 óra 01 perc) online
- 8. Kozmikus koincidenciák. Miért ilyen nagy az Univerzum? 2019. április 29., (1 óra 35 perc) online
- 9. A lakható világ elve. Filozófiai érvek és ellenérvek. 2019. május 06., (1 óra 59 perc) online

Vendég a Tilos Rádió Szakácstolvaj című műsorában
- Telefonbeszélgetés a korábbi adásban felmerült kérdésekről, 2013. március 3., (12 perc), online
- Stúdióbeszélgetés a 2013-as fizikai Nobel-díj (Peter Higgs) kapcsán, 2013. október 10., (1 óra 47 perc), online
- Stúdióbeszélgetés a gravitációs hullámok első észlelése kapcsán, 2016. február 18., (2 óra 2 perc), online

Rövid, tréfás előadása az ELTE TTK-n (sajnálatosan csaknem élvezhetetlen hangminőséggel):
- Eszmerendszerek, 2011. szeptember 15., (20 perc), online

Fizikusnapok
- Határtalan (?) Világegyetem, XXXIX. Fizikusnapok, 2018. november 22. (1 óra 22 perc), online

Harmadik Kor Egyeteme
- A sötét anyag nyomában, 2016., (1 óra 47 perc), online online

A fizika mindenkié
- A fekete fény, 2015. április 18., online

LeS – Ludicrum et Scientiam előadás- és beszélgetés-sorozat
- A sötét anyag nyomában, (2 óra 6 perc), online

 Lauder Javne TehetségHáz
- Gravitáció és antigravitáció, avagy utazások a görbült téridőben | 1. rész, (13 perc), online
- Gravitáció és antigravitáció, avagy utazások a görbült téridőben | 2. rész, (13 perc), online
- Gravitáció és antigravitáció, avagy utazások a görbült téridőben | 3. rész, (14 perc), online
- Gravitáció és antigravitáció, avagy utazások a görbült téridőben | 4. rész, (14 perc), online
- Gravitáció és antigravitáció, avagy utazások a görbült téridőben | 5. rész, (13 perc), online
- Gravitáció és antigravitáció, avagy utazások a görbült téridőben | 6. rész, (9 perc), online

Élő csillagászat Kiss Lászlóval
- Elmélet és valóság: hol a határ? 2023. október 4., (1 óra 46 perc), online

Mindenségit!
- Dávid Gyula: Atomcsill, relativitás, univerzum, fizikatörténet | Mindenségit! #69 2023. október 29., online
- Dávid Gyula: Atomcsill 20, Ismeretterjesztés, Univerzum, Oktatás | Mindenségit! #105 2024. szeptember 23., (1 óra 14 perc), online